# Le Boupère
Le Boupère är en kommun i departementet Vendée i regionen Pays de la Loire i västra Frankrike. Kommunen ligger i kantonen Pouzauges som tillhör arrondissementet Fontenay-le-Comte. År 2022 hade Le Boupère 3 170 invånare.

## Befolkningsutveckling
Antalet invånare i kommunen Le Boupère
| Referens: INSEE |